# Presidencia de la Plaza (kommunhuvudort i Argentina)
Presidencia de la Plaza är en kommunhuvudort i Argentina.   Den ligger i provinsen Chaco, i den nordöstra delen av landet, 900 km norr om huvudstaden Buenos Aires. Presidencia de la Plaza ligger 76 meter över havet och antalet invånare är 12 231.
Terrängen runt Presidencia de la Plaza är mycket platt. Trakten är glest befolkad.